# Cosmódromo de Vostochny

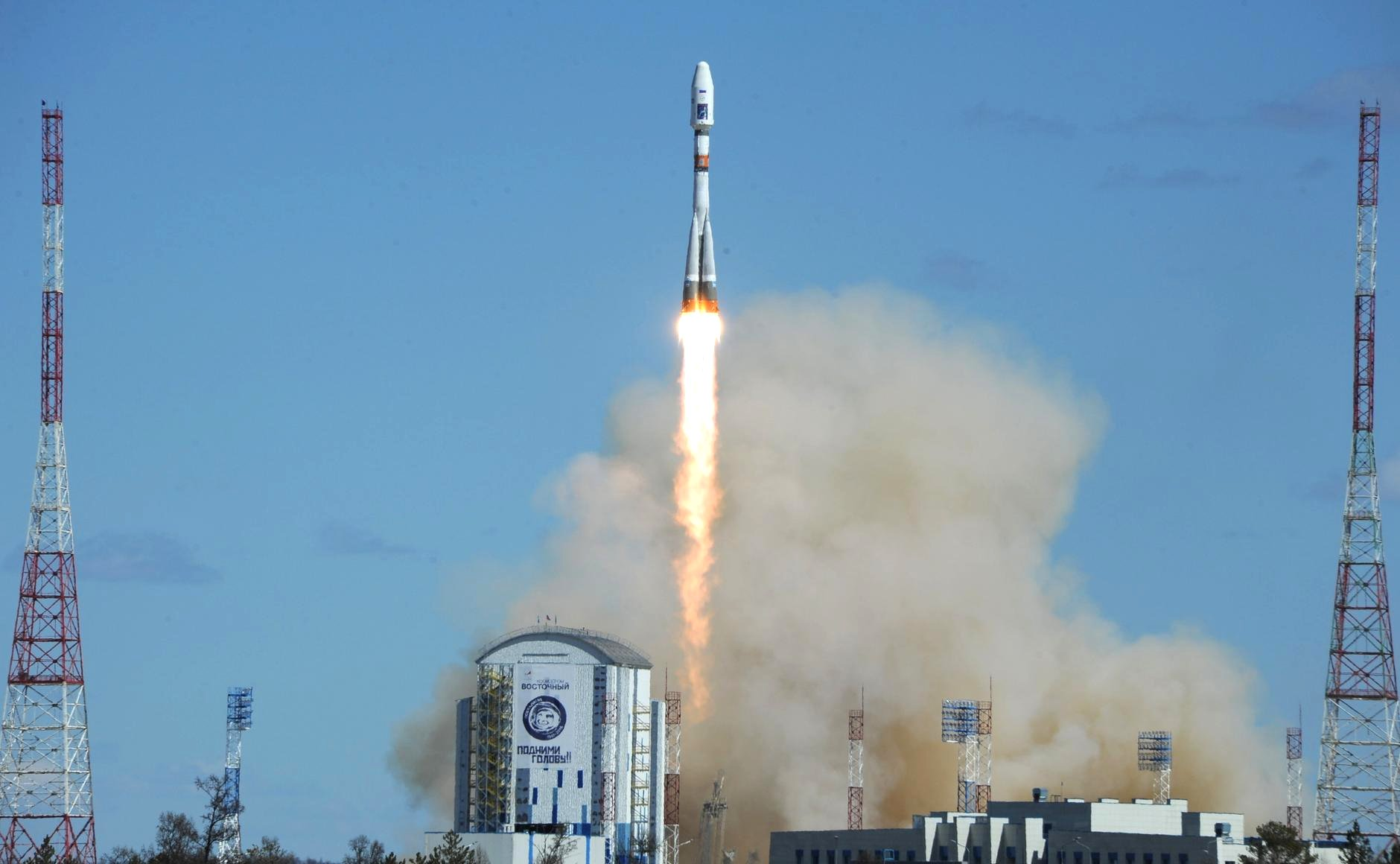
Lançamento da Soyuz-2.1a do Cosmódromo de Vostochny. 28 de abril de 2016

Cosmódromo de Vostochny (em russo:  Космодром Восточный; Kosmodrom Vostochny ("Cosmódromo Oriental") é um novo centro espacial russo em, localizado a 51 graus norte, em Amur Oblast, no Extremo Oriente do país. Sua construção visou reduzir a dependência da Rússia do Cosmódromo de Baikonur , localizada no Cazaquistão . A construção foi iniciada em 1 de junho de 2011 e o primeiro lançamento foi em 28 de abril de 2016.

## Localização
O cosmódromo será localizado entre as cidades de Svobodny e Shimanovsk em Amur Oblast no Extremo Oriente russo , na confluência dos rios Zeya e Bolshaya Pyora.  A área total prevista é 551,5 km2 , numa área de aproximadamente 30 km de diâmetro, centrada em 51° 49′ N, 128° 15′ L.  A cidade mais próxima é Uglegorsk . O nome Vostochny significa "oriente" em russo. A localização geográfica de Vostochny de 51 graus ao norte significa que, para uma determinada órbita, os foguetes serão capazes de transportar quase a mesma quantidade de carga útil dos foguetes lançados em Baikonur. Outros argumentos para a escolha deste local incluem a capacidade de usar regiões escassamente povoadas e cursos de água para as rotas de lançamento de foguetes; a proximidade com importantes linhas de transporte, como a Ferrovia Baikal-Amur , a rodovia Chita-Khabarovsk , abundância de recursos de produção de eletricidade na região, a presença da infra-estrutura do antigo Cosmódromo de Svobodny , no qual o novo espaçoporto será baseado  e a localização próxima ao Oceano Pacífico. A região vai permitir o fácil transporte de materiais para o sítio, e permitirá que os estágios menores de foguetes caiam sobre o oceano.

## Construção
Está prevista a construção de sete plataformas de lançamento na área, incluindo dois para vôos tripulados e dois para cargueiros espaciais. A construção foi iniciada em janeiro de 2011 e está prevista para ser concluída até 2018. O primeiro lançamento não-tripulado terá lugar em 2015. Os engenheiros russos estão olhando para aplicar os conhecimentos adquiridos na construção das instalações de lançamento dos foguetes Soyuz no Centro Espacial de Kourou e a torre de lançamento de foguetes Angara no Centro Espacial Naro na Coreia do Sul . Como medida de redução de custos, nenhuma estrutura militar de defesa como os do cosmódromo de Baikonur irá ser construída em Vostochny.
O na época primeiro-ministro Vladimir Putin fez várias declarações enfatizando a importância do novo cosmódromo. "A criação de um novo centro espacial... é um dos maiores e mais ambiciosos projetos da moderna Rússia", disse ele em agosto de 2010. Em janeiro de 2011, ele ordenou ao governo para concluir a documentação o mais rápido possível, para que a construção possa começar a tempo.
Durante uma visita ao local em julho de 2011, um recém-nomeado chefe da Roscosmos, Vladimir Popovkin, prometeu 20 bilhões de rublos para Vostochny em 2012. Um mês depois, o chefe da Spetstroi, Grigory Naginsky disse à imprensa que primeiramente o centro passou pela experiência do projeto e do primeiro contrato no valor de 1,6 bilhões de rublos foi assinado com a Roskosmos, abrangendo a construção da linha férrea e da estrada. Naginsky também prometeu a conclusão das mudanças para o local de trabalhadores da construção civil até 01 de outubro de 2011.
O designer geral do cosmódromo é o Ipromashprom (Instituto de Projetos de Engenharia Mecânica). O contratante principal é a Agência Federal para a construção especial.

## Finalidade

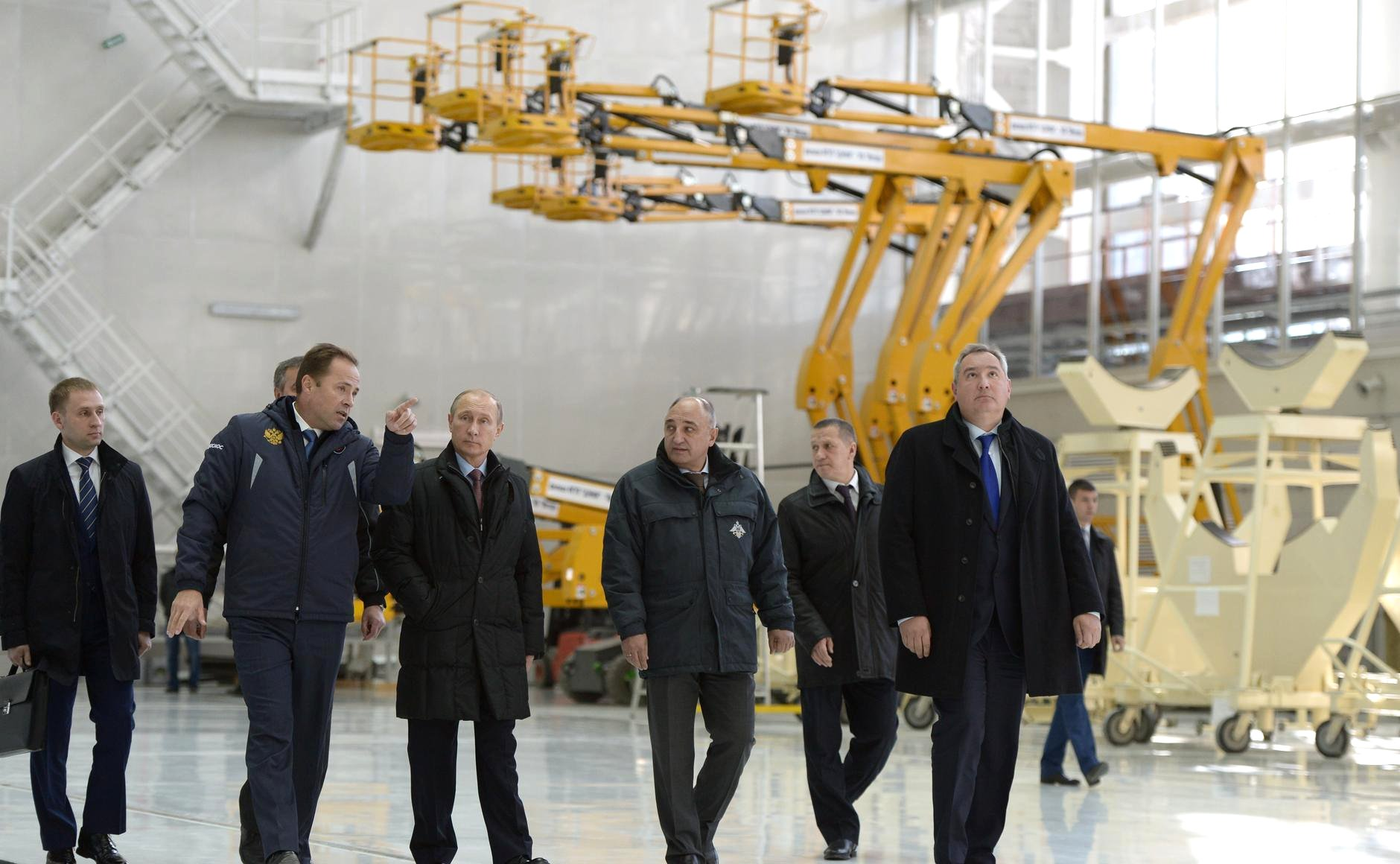
O presidente russo Vladimir Putin em visita às instalações em outubro de 2015.

O novo cosmódromo capacitará a Rússia a lançar a maioria das missões em seu próprio solo. Atualmente o Centro Espacial de Kourou, na Guiana Francesa (está preparada para lançamento de foguetes Soyuz), e para reduzir a dependência russa no Cosmódromo de Baikonur, no Cazaquistão, ao custo de US$ 115 milhões pelo arrendamento anual. Atualmente, Baikonur é um local de lançamento operado apenas pela Rússia, com capacidade de lançar voos tripulados e satélites em órbita geoestacionária. Cargas úteis não tripuladas em órbita baixas da Terra também pode ser atualmente lançadas a partir do Cosmódromo de Plesetsk, no noroeste da Rússia. O novo sítio é destinado principalmente para lançamentos civis.  A Roscosmos irá transferir 45% de todos os lançamentos da Rússia para Vostochny até 2020, enquanto a participação de Baikonur, que cairá de 65% para 11%, e Plesetsk serão responsáveis por outros 44%.

## Aspectos econômicos
O desenvolvimento do Cosmódromo de Vostochny deverá ter um impacto positivo sobre a economia do relativamente pouco habitado Extremo Oriente russo. O governo russo tem uma política estratégica para trazer empresas de alta tecnologia para a região do Extremo Oriente Russo, e de várias empresas envolvidas no programa espacial tripulado são esperadas para transferirr suas atividades quando o novo cosmódromo ficar concluído. O desenvolvimento do novo sítio também é esperado para aumentar drasticamente o emprego nas cidades de Uglegorsk, Svobodny e outros.De acordo com uma estimativa de 2009, a construção vai custar 400 bilhões de rublos (US$ 13,5 bilhões de dólares). Junto com as bases de lançamento de foguetes e instalações de processamento, um aeroporto e uma cidade satélite serão construídos. A cidade será projetada para acomodar 35 mil pessoas, bem como os turistas.Ele irá conter uma completa infra-estrutura de apoio com escolas, creches e clínicas. O arquiteto Dmitry Pshenichnikov considera que a cidade irá tornar-se um centro de referência científico e de turismo espacial com um design único e uma bela paisagem ". Quando concluído, o cosmódromo vai empregar permanentemente em torno de 20.000-25.000 pessoas.